# Associazione Sportiva L'Aquila 1978-1979
Questa voce raccoglie le informazioni riguardanti l'Associazione Sportiva L'Aquila nelle competizioni ufficiali della stagione 1978-1979.

## Stagione
Per l'Associazione Sportiva L'Aquila, la stagione 1978-1979 è stata la 10ª in Serie D (la 20ª considerando la continuità con Promozione e IV Serie) e la 1ª assoluta nel quinto livello del campionato di calcio italiano.
L'Aquila, che veniva da una crisi dirigenziale culminata con il cambio ai vertici della società tra Ermenegildo De Felice e Tonino Angelini, esordì tra le mura amiche del Tommaso Fattori battendo nettamente, nel gioco e nel punteggio, la matricola Avigliano e, una settimana più tardi, si ripeté espugnando il campo del Lavello. Ai due successi seguirono tre pareggi in altrettante sofferte partite con Squinzano, Irpinia e Trani mentre alla 6ª giornata i rossoblù tornarono al successo battendo, al termine di una gara combattuta, il Fasano. Dopo un'altra vittoria, questa volta ai danni del Sora, L'Aquila incappò nella prima sconfitta stagionale sul campo del Bisceglie.
All'8ª giornata i rossoblù ospitarono il Sulmona nel derby con l'obbligo di vincere per superare i peligni in graduatoria e avvicinare la capolista Squinzano ma, passati in svantaggio all'inizio del secondo tempo, si dovettero accontentare del pareggio, peraltro giunto nei minuti conclusivi dell'incontro. La crisi di risultati degli abruzzesi si acuì nel turno successivo quando L'Aquila uscì sconfitta dal confronto con il modesto Nola.
A scacciare i fantasmi di un'ennesima stagione deludente pensò Militello: il bomber rossoblù fu infatti il protagonista del finale del girone d'andata, siglando dapprima il gol risolutivo dell'incontro con il Nardò (partita che riportò L'Aquila alla vittoria dopo 4 turni) poi mettendo la firma nei successi contro Grottaglie e Rosetana, quindi segnando una tripletta contro il Mola.
Nel girone di ritorno, L'Aquila, dopo essere uscita sconfitta dal campo dell'Avigliano, si impose contro il Lavello e la capolista Squinzano accreditandosi come seconda forza del campionato, appena dopo la compagine salentina. I rossoblù, tuttavia, non riuscirono a dare continuità alla striscia positiva, e incapparono nuovamente in una crisi di risultati perdendo in sequenza contro Irpinia, Trani (prima sconfitta in casa dopo oltre 3 anni), Fasano e Sora, abbandonando così la parte alta della classifica: l'incontro con i bianconeri laziali fu particolarmente teso e iniziò in ritardo per l'aggressione di alcuni tifosi sorani agli atleti aquilani.
Il 9 marzo 1979 Sergio Petrelli si dimise da allenatore; la squadra, affidata all'allenatore delle giovanili Francesco Bernardi, tornò alla vittoria contro il Bisceglie e poté così continuare a sperare nella promozione. Il 15 aprile arrivò la comunicazione della vittoria a tavolino contro il Sora per gli incidenti nel pre-partita e pochi giorni più tardi L'Aquila uscì indenne dal combattuto derby contro il Sulmona. Dopo un secondo cambio in panchina, con la guida tecnica passata da Francesco Bernardi al direttore sportivo Aroldo Collesi, con quattro vittorie in sei turni i rossoblù si lanciarono alla conquista delle prime due posizioni; all'ultima giornata, nonostante il pareggio con il Martinafranca L'Aquila riuscì ad agguantare il secondo posto, a un solo punto dallo Squinzano e in coabitazione con l'Avigliano, autentica rivelazione del torneo.

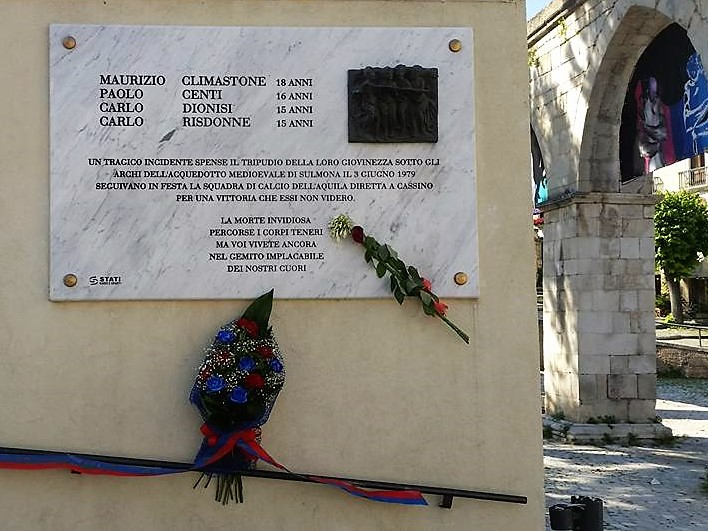
La targa apposta a Sulmona (AQ) in ricordo della tragedia del 3 giugno 1979.

Lo spareggio tra L'Aquila e la formazione lucana si disputò il 3 giugno 1979 sul neutro di Cassino. In mattinata dal capoluogo abruzzese partì la carovana rossoblù e qualcuno dei sedici autobus e delle numerose auto private che trasportavano i tifosi allo stadio Gino Salveti decise di passare all'interno della città rivale di Sulmona; nel passaggio sotto l'acquedotto romano di piazza Garibaldi quattro ragazzi — Paolo Centi, Maurizio Climastone, Carlo Dionisi e Carlo Risdonne — che si erano sporti dal finestrino non si accorsero del pericolo e rimasero incastrati tra le lamiere del mezzo e le arcate dell'acquedotto. La gara si giocò, dunque. in un clima surreale; nonostante i circa 7.000 presenti (in larghissima parte di provenienza abruzzese), L'Aquila faticò a entrare in partita, poi sul finire del primo tempo andò in rete con il solito Militello. Nella seconda frazione di gioco, la superiorità della compagine rossoblù fu evidente e nel finale ancora Militello trovò il gol del definitivo 2-0 che valse la prima promozione in Serie C2 (e il ritorno in quarta serie dopo 10 anni). Il dolore per la tragedia, tuttavia, rese amaro il finale di una delle stagioni più combattute ed emozionanti di tutta la storia del club.
Successivamente, per commemorare i quattro ragazzi, vennero realizzate la statua e la targa poste nel settore Distinti dello stadio Tommaso Fattori; inoltre, grazie a una petizione popolare avviata dalla tifoseria, dal 2011, nel quartiere Sant'Elia del capoluogo abruzzese, è presente una via denominata appunto «3 giugno 1979». Anche a Sulmona, nei pressi del luogo della tragedia, è presente una targa fatta realizzare dal comune peligno e che è annualmente omaggiata congiuntamente dalle tifoserie aquilane e sulmonesi.

## Rosa
| N. |                   | Ruolo | Calciatore             |
| -- | ----------------- | ----- | ---------------------- |
|    | Italia (bandiera) | P     | Alessio Cesareo        |
|    | Italia (bandiera) | P     | Cesidio Oddi           |
|    | Italia (bandiera) | P     | Giuseppe Pacini        |
|    | Italia (bandiera) | D     | Franco Castellucci     |
|    | Italia (bandiera) | D     | Luciano Di Marcantonio |
|    | Italia (bandiera) | D     | Antonio Di Sabbato     |
|    | Italia (bandiera) | D     | Pietro Ferzoco         |
|    | Italia (bandiera) | D     | Carlo Negri            |
|    | Italia (bandiera) | D     | Sergio Petrelli        |
|    | Italia (bandiera) | D     | Mario Serafini         |
|    | Italia (bandiera) | D     | Renzo Tarantelli       |
|    | Italia (bandiera) | C     | Valdo Cherubini        |

| N. |                   | Ruolo | Calciatore          |
| -- | ----------------- | ----- | ------------------- |
|    | Italia (bandiera) | C     | Luciano Del Pinto   |
|    | Italia (bandiera) | C     | Antonio Donatelli   |
|    | Italia (bandiera) | C     | Ieso Rocca          |
|    | Italia (bandiera) | C     | Nicola Romanelli    |
|    | Italia (bandiera) | C     | Antonio Zuppa       |
|    | Italia (bandiera) | A     | Angelo Cerasani     |
|    | Italia (bandiera) | A     | Candido Di Felice   |
|    | Italia (bandiera) | A     | Ugo Mattioli        |
|    | Italia (bandiera) | A     | Salvatore Militello |
|    | Italia (bandiera) | A     | Giorgio Parisse     |
|    | Italia (bandiera) | A     | Giuseppe Tofani     |

## Risultati

### Serie D

#### Girone di andata
| L'Aquila 10 settembre 1978 1ª giornata                                                      | L'Aquila  | 4 – 1       | Avigliano | Stadio Tommaso Fattori |
| \| \| \| \| \| Serafini 4’ Tofani 13’ Petrelli 45’ Zuppa 65’ \| Marcatori \| 17’ Di Toma \| |           |             |           |                        |
|                                                                                             |           |             |           |                        |
| Serafini 4’ Tofani 13’ Petrelli 45’ Zuppa 65’                                               | Marcatori | 17’ Di Toma |           |                        |

| Lavello 17 settembre 1978 2ª giornata                             | Lavello   | 0 – 3                           | L'Aquila | Stadio Franco Pisicchio |
| \| \| \| \| \| \| Marcatori \| 66’ Petrelli 71’, 85’ Di Felice \| |           |                                 |          |                         |
|                                                                   |           |                                 |          |                         |
|                                                                   | Marcatori | 66’ Petrelli 71’, 85’ Di Felice |          |                         |

| Squinzano 24 settembre 1978 3ª giornata                  | Squinzano | 1 – 1        | L'Aquila | Stadio comunale |
| \| \| \| \| \| Tunzi 62’ \| Marcatori \| 7’ Di Felice \| |           |              |          |                 |
|                                                          |           |              |          |                 |
| Tunzi 62’                                                | Marcatori | 7’ Di Felice |          |                 |

| L'Aquila 1º ottobre 1978 4ª giornata                                                   | L'Aquila  | 2 – 2                       | Irpinia | Stadio Tommaso Fattori |
| \| \| \| \| \| Petrelli 3’ Cerasani 53’ \| Marcatori \| 22’ Del Favero 83’ Cucurnia \| |           |                             |         |                        |
|                                                                                        |           |                             |         |                        |
| Petrelli 3’ Cerasani 53’                                                               | Marcatori | 22’ Del Favero 83’ Cucurnia |         |                        |

| Trani 8 ottobre 1978 5ª giornata | Trani | 0 – 0 | L'Aquila | Stadio comunale |

| L'Aquila 15 ottobre 1978 6ª giornata            | L'Aquila  | 1 – 0 | Fasano | Stadio Tommaso Fattori |
| \| \| \| \| \| Militello 36’ \| Marcatori \| \| |           |       |        |                        |
|                                                 |           |       |        |                        |
| Militello 36’                                   | Marcatori |       |        |                        |

| L'Aquila 22 ottobre 1978 7ª giornata            | L'Aquila  | 1 – 0 | Sora | Stadio Tommaso Fattori |
| \| \| \| \| \| Militello 72’ \| Marcatori \| \| |           |       |      |                        |
|                                                 |           |       |      |                        |
| Militello 72’                                   | Marcatori |       |      |                        |

| Bisceglie 29 ottobre 1978 8ª giornata                                  | Bisceglie | 3 – 1     | L'Aquila | Stadio Gustavo Ventura |
| \| \| \| \| \| Musti 31’, 71’ Binetti 85’ \| Marcatori \| 79’ Zuppa \| |           |           |          |                        |
|                                                                        |           |           |          |                        |
| Musti 31’, 71’ Binetti 85’                                             | Marcatori | 79’ Zuppa |          |                        |

| L'Aquila 5 novembre 1978 9ª giornata                           | L'Aquila  | 1 – 1           | Sulmona | Stadio Tommaso Fattori |
| \| \| \| \| \| Cerasani 87’ \| Marcatori \| 48’ Bacchiocchi \| |           |                 |         |                        |
|                                                                |           |                 |         |                        |
| Cerasani 87’                                                   | Marcatori | 48’ Bacchiocchi |         |                        |

| Nola 12 novembre 1978 10ª giornata         | Nola      | 1 – 0 | L'Aquila | Stadio comunale |
| \| \| \| \| \| Prete 8’ \| Marcatori \| \| |           |       |          |                 |
|                                            |           |       |          |                 |
| Prete 8’                                   | Marcatori |       |          |                 |

| L'Aquila 19 novembre 1978 11ª giornata          | L'Aquila  | 1 – 0 | Nardò | Stadio Tommaso Fattori |
| \| \| \| \| \| Militello 36’ \| Marcatori \| \| |           |       |       |                        |
|                                                 |           |       |       |                        |
| Militello 36’                                   | Marcatori |       |       |                        |

| Melfi 26 novembre 1978 12ª giornata | Melfi | 0 – 0 | L'Aquila | Stadio Arturo Valerio |

| L'Aquila 3 dicembre 1978 13ª giornata                                                      | L'Aquila  | 4 – 1     | Grottaglie | Stadio Tommaso Fattori |
| \| \| \| \| \| Militello 21’, 74’ Serafini 29’ Tarantelli 55’ \| Marcatori \| 80’ Lippo \| |           |           |            |                        |
|                                                                                            |           |           |            |                        |
| Militello 21’, 74’ Serafini 29’ Tarantelli 55’                                             | Marcatori | 80’ Lippo |            |                        |

| Roseto degli Abruzzi 10 dicembre 1978 14ª giornata                                                  | Rosetana  | 1 – 3                                          | L'Aquila | Stadio Fonte dell'Olmo |
| \| \| \| \| \| Galassi 80’ (rig.) \| Marcatori \| 40’ Serafini 52’ Militello 73’ (rig.) Cerasani \| |           |                                                |          |                        |
| |           |                                                |          |                        |
| Galassi 80’ (rig.)                                                                                  | Marcatori | 40’ Serafini 52’ Militello 73’ (rig.) Cerasani |          |                        |

| L'Aquila 17 dicembre 1978 15ª giornata                                                     | L'Aquila  | 4 – 2                | Mola | Stadio Tommaso Fattori |
| \| \| \| \| \| Ferzoco 12’ Militello 31’, 52’, 72’ \| Marcatori \| 3’ Alampi 19’ Romita \| |           |                      |      |                        |
|                                                                                            |           |                      |      |                        |
| Ferzoco 12’ Militello 31’, 52’, 72’                                                        | Marcatori | 3’ Alampi 19’ Romita |      |                        |

| Santa Maria Capua Vetere 7 gennaio 1979 16ª giornata                    | Gladiator | 1 – 1               | L'Aquila | Stadio Mario Piccirillo |
| \| \| \| \| \| Vitale 40’ (rig.) \| Marcatori \| 47’ (rig.) Cerasani \| |           |                     |          |                         |
|                                                                         |           |                     |          |                         |
| Vitale 40’ (rig.)                                                       | Marcatori | 47’ (rig.) Cerasani |          |                         |

| L'Aquila 14 gennaio 1979 15ª giornata          | L'Aquila  | 1 – 0 | Martinafranca | Stadio Tommaso Fattori |
| \| \| \| \| \| Petrelli 84’ \| Marcatori \| \| |           |       |               |                        |
|                                                |           |       |               |                        |
| Petrelli 84’                                   | Marcatori |       |               |                        |

#### Girone di ritorno
| Avigliano 21 gennaio 1979 18ª giornata          | Avigliano | 1 – 0 | L'Aquila | Stadio comunale |
| \| \| \| \| \| Di Cuonzo 78’ \| Marcatori \| \| |           |       |          |                 |
|                                                 |           |       |          |                 |
| Di Cuonzo 78’                                   | Marcatori |       |          |                 |

| L'Aquila 28 gennaio 1979 19ª giornata                                              | L'Aquila  | 3 – 1            | Lavello | Stadio Tommaso Fattori |
| \| \| \| \| \| Cerasani 30’, 78’ Di Felice 75’ \| Marcatori \| 47’ (rig.) Diana \| |           |                  |         |                        |
|                                                                                    |           |                  |         |                        |
| Cerasani 30’, 78’ Di Felice 75’                                                    | Marcatori | 47’ (rig.) Diana |         |                        |

| L'Aquila 4 febbraio 1979 20ª giornata          | L'Aquila  | 1 – 0 | Squinzano | Stadio Tommaso Fattori |
| \| \| \| \| \| Serafini 35’ \| Marcatori \| \| |           |       |           |                        |
|                                                |           |       |           |                        |
| Serafini 35’                                   | Marcatori |       |           |                        |

| Mercogliano 11 febbraio 1979 21ª giornata                                | Irpinia   | 2 – 1         | L'Aquila | Stadio comunale |
| \| \| \| \| \| Del Favero 8’ Valeri 17’ \| Marcatori \| 83’ Cherubini \| |           |               |          |                 |
|                                                                          |           |               |          |                 |
| Del Favero 8’ Valeri 17’                                                 | Marcatori | 83’ Cherubini |          |                 |

| L'Aquila 18 febbraio 1979 22ª giornata         | L'Aquila  | 0 – 1        | Trani | Stadio Tommaso Fattori |
| \| \| \| \| \| \| Marcatori \| 80’ Crispino \| |           |              |       |                        |
|                                                |           |              |       |                        |
|                                                | Marcatori | 80’ Crispino |       |                        |

| Fasano 25 febbraio 1979 23ª giornata                | Fasano    | 2 – 0 | L'Aquila | Stadio comunale |
| \| \| \| \| \| Notarile 59’, 86’ \| Marcatori \| \| |           |       |          |                 |
|                                                     |           |       |          |                 |
| Notarile 59’, 86’                                   | Marcatori |       |          |                 |

| Sora 4 marzo 1979 24ª giornata | Sora | 0 – 2 (tav) | L'Aquila | Stadio Claudio Tomei |

| L'Aquila 11 marzo 1979 25ª giornata             | L'Aquila  | 1 – 0 | Bisceglie | Stadio Tommaso Fattori |
| \| \| \| \| \| Cherubini 83’ \| Marcatori \| \| |           |       |           |                        |
|                                                 |           |       |           |                        |
| Cherubini 83’                                   | Marcatori |       |           |                        |

| Sulmona 18 marzo 1979 26ª giornata | Sulmona | 0 – 0 | L'Aquila | Stadio Francesco Pallozzi |

| L'Aquila 25 marzo 1979 27ª giornata           | L'Aquila  | 1 – 0 | Nola | Stadio Tommaso Fattori |
| \| \| \| \| \| Ferzoco 16’ \| Marcatori \| \| |           |       |      |                        |
|                                               |           |       |      |                        |
| Ferzoco 16’                                   | Marcatori |       |      |                        |

| Nardò 1º aprile 1979 28ª giornata              | Nardò     | 1 – 0 | L'Aquila | Stadio comunale Giovanni Paolo II |
| \| \| \| \| \| Frisensa 33’ \| Marcatori \| \| |           |       |          |                                   |
|                                                |           |       |          |                                   |
| Frisensa 33’                                   | Marcatori |       |          |                                   |

| L'Aquila 8 aprile 1979 29ª giornata                        | L'Aquila  | 2 – 0 | Melfi | Stadio Tommaso Fattori |
| \| \| \| \| \| Cerasani 16’, 21’ (rig.) \| Marcatori \| \| |           |       |       |                        |
|                                                            |           |       |       |                        |
| Cerasani 16’, 21’ (rig.)                                   | Marcatori |       |       |                        |

| Grottaglie 15 aprile 1979 30ª giornata          | Grottaglie | 0 – 1         | L'Aquila | Stadio Atlantico d'Amuri |
| \| \| \| \| \| \| Marcatori \| 25’ Militello \| |            |               |          |                          |
|                                                 |            |               |          |                          |
|                                                 | Marcatori  | 25’ Militello |          |                          |

| L'Aquila 22 aprile 1979 31ª giornata                  | L'Aquila  | 1 – 0 | Rosetana | Stadio Tommaso Fattori |
| \| \| \| \| \| Cerasani 86’ (rig.) \| Marcatori \| \| |           |       |          |                        |
|                                                       |           |       |          |                        |
| Cerasani 86’ (rig.)                                   | Marcatori |       |          |                        |

| Mola di Bari 29 aprile 1978 32ª giornata                     | Mola      | 1 – 1        | L'Aquila | Stadio comunale |
| \| \| \| \| \| Di Venere 35’ \| Marcatori \| 39’ Cerasani \| |           |              |          |                 |
|                                                              |           |              |          |                 |
| Di Venere 35’                                                | Marcatori | 39’ Cerasani |          |                 |

| L'Aquila 6 maggio 1979 33ª giornata                           | L'Aquila  | 2 – 1        | Gladiator | Stadio Tommaso Fattori |
| \| \| \| \| \| Tofani 8’, 86’ \| Marcatori \| 53’ Di Tolla \| |           |              |           |                        |
|                                                               |           |              |           |                        |
| Tofani 8’, 86’                                                | Marcatori | 53’ Di Tolla |           |                        |

| Martinafranca 13 maggio 1979 34ª giornata                 | Martina   | 1 – 1         | L'Aquila | Stadio Giandomenico Tursi |
| \| \| \| \| \| Rollo 15’ \| Marcatori \| 36’ Di Felice \| |           |               |          |                           |
|                                                           |           |               |          |                           |
| Rollo 15’                                                 | Marcatori | 36’ Di Felice |          |                           |

#### Spareggio promozione
| Cassino 3 giugno 1979                                | L'Aquila  | 2 – 0 | Avigliano | Stadio Gino Salveti (7.000 spett.) |
| \| \| \| \| \| Militello 42’, 87’ \| Marcatori \| \| |           |       |           |                                    |
|                                                      |           |       |           |                                    |
| Militello 42’, 87’                                   | Marcatori |       |           |                                    |

## Statistiche

### Statistiche di squadra
| Competizione         | Punti | In casa | In casa | In casa | In casa | In casa | In casa | In trasferta | In trasferta | In trasferta | In trasferta | In trasferta | In trasferta | Totale | Totale | Totale | Totale | Totale | Totale | DR  |
| Competizione         | Punti | G       | V       | N       | P       | Gf      | Gs      | G            | V            | N            | P            | Gf           | Gs           | G      | V      | N      | P      | Gf     | Gs     | DR  |
| -------------------- | ----- | ------- | ------- | ------- | ------- | ------- | ------- | ------------ | ------------ | ------------ | ------------ | ------------ | ------------ | ------ | ------ | ------ | ------ | ------ | ------ | --- |
| Serie D              | 45    | 17      | 14      | 2       | 1       | 30      | 10      | 17           | 4            | 7            | 6            | 15           | 15           | 34     | 18     | 9      | 7      | 45     | 25     | +20 |
| Spareggio promozione | -     | 0       | 0       | 0       | 0       | 0       | 0       | 1            | 1            | 0            | 0            | 2            | 0            | 1      | 1      | 0      | 0      | 2      | 0      | +2  |
| Totale               | -     | 17      | 14      | 2       | 1       | 30      | 10      | 18           | 5            | 7            | 6            | 17           | 15           | 35     | 19     | 9      | 7      | 46     | 25     | +21 |